# فرار فرار فرار (ترانه توکیو هتل)
«فرار فرار فرار»(به انگلیسی: Run Run Run) ترانه‌ای از توکیو هتل است که در ۱۲ سپتامبر ۲۰۱۴ منتشر شد. این ترانه که در سبک سافت راک است توسط کلی کلارکسون به همراهی جان لجند بازخوانی شد.